# Srbská mužská házenkářská reprezentace
Srbská házenkářská reprezentace mužů reprezentuje Srbsko na mezinárodních házenkářských akcích, jako je mistrovství světa nebo mistrovství Evropy.

## Mistrovství světa
| Rok/pořádající země                | Účast                           |
| ---------------------------------- | ------------------------------- |
| Srbsko a Černá Hora                |                                 |
| MS 2005 Tunisko                    | 5. místo                        |
| Srbsko                             |                                 |
| MS 2007 Německo                    | Bez účasti                      |
| MS 2009 Chorvatsko                 | 8. místo                        |
| MS 2011 Švédsko                    | 10. místo                       |
| MS 2013 Španělsko                  | 11. místo                       |
| MS 2015 Katar                      | Bez účasti                      |
| MS 2017 Francie                    | Bez účasti                      |
| MS 2019 Dánsko, Německo            | 18. místo                       |
| MS 2021 Egypt                      | Bez účasti                      |
| MS 2023 Polsko, Švédsko            | 11. místo                       |
| MS 2025 Chorvatsko, Dánsko, Norsko | Bez účasti                      |
| Celkem                             | Účast – 6× · – 0× · – 0× · – 0× |

## Mistrovství Evropy
| Rok/pořádající země               | Účast                            |
| --------------------------------- | -------------------------------- |
| Srbsko a Černá Hora               |                                  |
| ME 2004 Slovinsko                 | 8. místo                         |
| ME 2006 Švýcarsko                 | 9. místo                         |
| Srbsko                            |                                  |
| ME 2008 Norsko                    | Bez účasti                       |
| ME 2010 Rakousko                  | 13. místo                        |
| ME 2012 Srbsko                    | Stříbrná medaile                 |
| ME 2014 Dánsko                    | 13. místo                        |
| ME 2016 Polsko                    | 15. místo                        |
| ME 2018 Chorvatsko                | 12. místo                        |
| ME 2020 Norsko, Rakousko, Švédsko | 20. místo                        |
| ME 2022 Maďarsko, Slovensko       | 14. místo                        |
| ME 2024 Německo                   | 19. místo                        |
| Celkem                            | Účast – 10× · – 0× · – 1× · – 0× |

## Olympijské hry
| Rok/pořádající země     | Účast                           |
| ----------------------- | ------------------------------- |
| Srbsko a Černá Hora     |                                 |
| LOH 2004 Athény         | Bez účasti                      |
| Srbsko                  |                                 |
| LOH 2008 Peking         | Bez účasti                      |
| LOH 2012 Londýn         | 9. místo                        |
| LOH 2016 Rio de Janeiro | Bez účasti                      |
| LOH 2020 Tokio          | Bez účasti                      |
| Celkem                  | Účast – 1× · – 0× · – 0× · – 0× |